# Ligne 6g (CFL)
Pour les articles homonymes, voir Ligne 6.
La ligne 6g Pétange - Rodange-Frontière (Aubange) est une courte ligne de chemin de fer de 4,1 km reliant Pétange à Rodange et à la frontière avec la Belgique.
Exploitée par la Compagnie des chemins de fer Prince-Henri en 1873 puis à partir de 1877 par la société anonyme luxembourgeoise des chemins de fer et minières Prince-Henri puis par la Deutsche Reichsbahn après 1940, elle est exploitée depuis 1946 par la société nationale des chemins de fer luxembourgeois.
Elle est prolongée à Aubange par la ligne 165 belge vers Libramont.

## Histoire
La ligne est mise en service le 1er août 1873 par la Compagnie des chemins de fer Prince-Henri.
Elle est électrifiée le 17 avril 1961.

## Caractéristiques

### Tracé
Longue de 4,1 kilomètres et parallèle avec la ligne 6j, la ligne relie Pétange à Rodange et à la frontière avec la Belgique en direction d'Aubange. D'orientation est-ouest, elle est électrifiée en 25 kV – 50 Hz et est à voie unique et à écartement normal (1 435 mm).
Le tracé de la ligne, qui dessert le sud-ouest du Luxembourg, ne présente pas de difficultés particulières avec une pente maximale de 14 ‰. Cela se traduit notamment par l'absence de tunnels.

### Infrastructures

#### Signalisation
La ligne est équipée de la signalisation ferroviaire luxembourgeoise et du Système européen de contrôle des trains de niveau 1 (ETCS L1), ce dernier cohabite jusqu'au 31 décembre 2019 avec le Memor II+.

#### Gares
Outre la gare d'origine, de Pétange, la ligne comporte deux gares ou haltes voyageurs : Lamadelaine et Rodange. Deux de ces gares ont également des installations de « terminal fret » et de « gare de formation » : Pétange et Rodange.

#### Vitesses limites
La vitesse limite est de 100 km/h sur l'ensemble de la ligne.

## Trafic
La ligne est desservie par trois lignes commerciales des CFL :
- la ligne Luxembourg - Esch-sur-Alzette - Rodange ;
- la ligne Luxembourg - Bascharage - Sanem - Rodange - Athus (Belgique) ou Longwy (France) ;
- la ligne Rodange - Esch-sur-Alzette - Luxembourg - Troisvierges.

La desserte s'effectue dans la pratique par des trains Regional-Express et Regionalbunn.
Des trains de marchandises empruntent la ligne.